# Jens Glücklich
Jens Glücklich (Cottbus, 10 de julio de 1966) es un deportista alemán que compitió para la RDA en ciclismo en la modalidad de pista, especialista en las pruebas de contrarreloj y tándem.
Ganó ocho medallas en el Campeonato Mundial de Ciclismo en Pista entre los años 1985 y 1994.
Participó en los Juegos Olímpicos de Barcelona 1992, ocupando el cuarto lugar en el kilómetro contrarreloj.

## Medallero internacional
| Representando a la RDA   |                                   |                   |                       |
| Campeonato Mundial       |                                   |                   |                       |
| Año                      | Lugar                             | Medalla           | Competición           |
| 1985                     | Bassano (Italia)                  | Medalla de oro    | 1 km contrarreloj (A) |
| 1986                     | Colorado Springs (Estados Unidos) | Medalla de bronce | 1 km contrarreloj (A) |
| 1987                     | Viena (Austria)                   | Medalla de plata  | 1 km contrarreloj (A) |
| 1989                     | Lyon (Francia)                    | Medalla de oro    | 1 km contrarreloj (A) |
| 1990                     | Maebashi (Japón)                  | Medalla de bronce | 1 km contrarreloj (A) |
| Representando a Alemania |                                   |                   |                       |
| Campeonato Mundial       |                                   |                   |                       |
| Año                      | Lugar                             | Medalla           | Competición           |
| 1991                     | Stuttgart (Alemania)              | Medalla de plata  | 1 km contrarreloj (A) |
| 1993                     | Hamar (Noruega)                   | Medalla de bronce | 1 km contrarreloj     |
| 1994                     | Palermo (Italia)                  | Medalla de plata  | Tándem                |